# Casa Experimental de Muuratsalo
A Casa Experimental de Muuratsalo (em finlandês: Muuratsalon koetalo), em Jyväskylä, na Finlândia, construída entre 1952 e 1953 por Alvar Aalto e Elissa Aalto, é uma obra de referência na arquitetura residencial do século XX. Funcionou como residência de verão da família Aalto até 1994, ano em que o Museu Alvar Aalto assumiu o edifício e começou a organizar excursões.

## História
Entre 1952 e 1953 Elissa e Alvar Aalto projetaram e construíram o seu próprio escritório e casa, na costa oeste da ilha de Muuratsalo localizada no Lago Päijänne. Eles encontraram o terreno da casa quando viajaram para a ilha, enquanto a cidade de Säynätsalo estava em construção. Eles compraram a ilha que era desabitada no momento, a fim de se isolararem. A única maneira de chegar lá era por barco e por isso Alvar Aalto havia construído um. A torre da igreja de Muurame, projetado pelo arquiteto entre 1926 e 1929, pode ser vista de longe.
A casa está localizada de frente à praia na borda da floresta de pinheiros, vegetação natural da ilha. É protegida por uma pequena cadeia de montanhas ao sul. Aalto usou esse recurso do terreno, criando entre as montanhas e pequenos pavilhões um espaço de trabalho. A interação entre o campo e o volume principal da casa também é importante. O prisma quadrado de que se compõe a casa é cortado pelo terreno. A irregularidade do local permite que se coloque abaixo do nível da casa, especificamente da sala de estar, um pequeno abrigo para barcos. O volume, aberto pelo oeste e sul (que são a melhor orientação na Finlândia), tem uma presença significativa como se sobe pelo cais.

## Espaços
O edifício principal foi construído em 1952 e anexado em 1953. O layout da casa é simples. Divida o quadrado de 14m em uma grade de 9 quadrados e utilize 5 deles para fazer uma casa em L abraçando os restantes 4 quadrados. Cada ala da casa enfrenta o sul ou oeste para aproveitar as poucas horas de luz do dia apreciados na Finlândia. A distribuição é típica em casas em L: uma asa para o dia e outra para a noite com a cozinha no eixo. Aqui, como na Villa Mairea, casa de veraneio construída por ele em Noormanrkku, se recorre o esquema para o pátio central. Este é o espaço que funciona como um quarto sem teto, mas com espaço para o fogo como explicado por Alvar Aalto: "O conjunto está dominado pelo fogo queimando no meio do pátio e do ponto de vista prático e conforto, tem o mesmo papel que a participação em um acampamento de inverno, onde brilho e os reflexos sobre os montes de neve que cercam criam uma agradável sensação, quase mística de calor.

## A materialidade
A construção desta moradia significou um renascimento pessoal para o arquiteto, especialmente após o fim da guerra, em que muitos colegas morreram, além da morte de sua primeira esposa, Aino Aalto. Em 1954, uma vez que o trabalho estava completo, Alvar e Elissa se casaram. A casa foi construída para servir tanto como uma casa de férias e como um local de teste para uma série de experiências arquitetônicas. Nas paredes do pátio interior, foram testados diferentes materiais cerâmicos e diferentes tipos de obstáculos e aparelhamento de tijolos, de diferentes tamanhos e o efeito de diferentes superfícies. A casa foi construída no inverno, porque eles se aproveitaram que o lago estaria congelado para trazer móveis para a casa. Os móveis da casa foram também desenhados por Alvar Aalto.